# ماریان گیلمان
ماریان گیلمان (به انگلیسی: Marian Gilman) (زادهٔ ۲ ژوئیهٔ ۱۹۱۴) شناگر اهل ایالات متحده آمریکا است.